# Francesco Solinas
Padre Francesco Solinas (Sassari, 22 febbraio 1911 – Cagliari, 10 dicembre 1983) è stato un presbitero, religioso, pedagogo ed educatore cattolico italiano.
La sua figura è legata alla fondazione del Villaggio San Francesco a Cagliari, casa di accoglienza per bambini e ragazzi orfani o con famiglie in difficoltà.

## Biografia

### Vita sacerdotale
Francesco Solinas nasce a Sassari ultimo di 11 figli. Seguendo le orme del fratello Michele, frate minore conventuale, studia in Umbria dove riceve gli ordini minori. Nel 1934 è ordinato sacerdote a Cagliari. Dopo un breve periodo come missionario in Cina lavora a Roma come segretario personale del Ministro Generale dei Francescani Minori Conventuali l'americano padre Beda Hess. Nel 1939 viene nominato parroco della chiesa dell'Annunziata a Cagliari. Durante gli anni di guerra opera in favore della popolazione in difficoltà, soprattutto a causa dei devastanti bombardamenti anglo-americani del 1943. L'esperienza di soccorso e cura dei ragazzi bisognosi e indigenti, porterà Padre Francesco a dedicarsi completamente alla realizzazione delle opere ad essi dedicate. Nel febbraio del 1945 viene fondato il “Conservatorio francescano del sacro Cuore” a Cagliari. I ragazzi vengono ospitati in varie strutture del demanio marittimo riconvertite in dormitori, refettorio, officine e laboratori. Agli ospiti, oltre al vitto e alloggio, viene garantita istruzione, attività ludica e, ai più grandi, formazione professionale. Nel 1953 nasce il progetto Villaggio San Francesco, nel quartiere cagliaritano di Giorgino, organizzato, primo in Sardegna, sul modello della casa-famiglia: piccoli gruppi guidati da una responsabile per gruppo. Dopo alcuni anni, l’opera viene trasferita a Sassari e nel 1960, con decreto del Presidente della Repubblica Giovanni Gronchi, viene riconosciuta come Ente Morale. Nel 1961 a Milano e nel 1963 a Torino vengono aperte delle casa-famiglia per i ragazzi emigrati. Nel 1963 Padre Francesco, con le sue collaboratrici, ritorna a Cagliari con un progetto adeguato alle mutate esigenze sociali. Muore nel dicembre del 1983 a Cagliari. Le attività del Villaggio proseguiranno con l’impegno delle volontarie.

### Dopo la morte
Nel 1998, in occasione della donazione degli edifici della sede di Sassari all’Arcidiocesi, è stata posta una lapide commemorativa. L’epigrafe ricorda la vocazione educativa di Padre Solinas, la particolare organizzazione dell’istituto, e la dimensione sociale del suo impegno formativo, perlopiù rivolto ad orfani e minori abbandonati. Nel 2003 il comune di Cagliari ha dedicato una via cittadina al Padre Solinas Francesco nel quartiere dove aveva sede il Villaggio, sito attualmente occupato dal Liceo Scientifico “Alberti”.

## Aspetti pedagogici
Lo psichiatra Pierre Bovet e il pedagogista Ernesto Codignola, che conobbero personalmente Padre Francesco Solinas e le sue iniziative a favore dei ragazzi orfani e abbandonati, encomiarono le sue intuizioni pedagogiche, confermate dal confronto con esperienze europee e italiane, sulle urgenze dell'educazione e sulle modalità più attente al rispetto dei fanciulli.
Il Villaggio San Francesco è stata la prima forma di comunità gruppi famiglia in Sardegna.